# 8e division de cavalerie (France)
Pour les articles homonymes, voir 8e division.
La 8e division de cavalerie est une division de cavalerie de l'Armée de terre française qui a participé à la Première Guerre mondiale.

## Les chefs de corps
- av. 1er janvier 1914 - 16 août 1914 : général Aubier
- 16 - 27 août 1914 : général Mazel
- 27 août - 4 septembre 1914 : général Gendron
- 4 septembre 1914 - 10 octobre 1916 : général Albert Baratier.

## La Première Guerre mondiale

### Composition
- 8e brigade de dragons (Belfort) :

11e régiment de Dragons (Belfort)
18e régiment de Dragons (Lure)
- 14e brigade de dragons (Dijon)[n 3] :

17e régiment de Dragons (Auxonne)
26e régiment de Dragons (Dijon)
16e régiment de Chasseurs à cheval (Beaune)
- 8e brigade de cavalerie légère (Dole) :

11e régiment de Chasseurs à cheval (Vesoul)
14e régiment de Chasseurs à cheval) (Dole)
12e régiment de Hussards (Gray)
- Éléments organiques divisionnaires :

8e groupe cycliste du 15e bataillon de chasseurs à pied
4e groupe à cheval du 4e régiment d'artillerie à pied
Sapeurs cycliste du 9e régiment du génie
Groupes d'automitrailleuses et autocanons : 3e GAMAC et 5e  GAMAC

### Historique

#### 1914
Mobilisée dans les 7e et 8e régions.
- 30 juillet - 2 août : transport vers Belfort.
- 2 - 7 août : en couverture dans la région de Belfort.
- 7 - 9 août : participe à l'offensive sur Mulhouse, bataille d'Alsace, combat d'Altkirch.
- 9 - 14 août : retrait sur la frontière.
- 14 - 26 août : participation à la seconde offensive sur Mulhouse.
- 26 - 31 août : mouvement vers Remiremont.
- 31 août - 6 septembre : transport par V.F. dans la région d'Épernay. Retraite sur Provins.
- 6 - 18 septembre : engagée dans la bataille de la Marne (bataille des Deux Morins). Offensive et poursuite jusque vers Amifontaine et Prouvais, puis repli au sud de l'Aisne.
- 18 - 29 septembre : mouvement vers le nord de Crépy-en-Valois ; repos.
- 29 septembre - 19 octobre : mouvement vers le nord. Engagée dans la première bataille de Picardie. Combat de Gommecourt, le 6 octobre et de Monchy-au-Bois, le 10 octobre. Des éléments sont en secteur dans cette région.
- 19 - 27 octobre : occupation d'un secteur vers Berles-au-Bois et Hannescamps.
- 27 - 31 octobre : retrait du front ; repos vers Pas-en-Artois.
- 31 octobre - 13 décembre : occupation (avec des éléments de la 56e division et des éléments territoriaux) d'un secteur vers Berles-au-Bois et Hannescamps.
- 13 décembre 1914 - 6 janvier 1915 : retrait du front et transport par V.F. dans la région de Revigny ; repos.

#### 1915
- 6 janvier - 10 mai : mouvement vers la région de Châlons-sur-Marne, Épernay ; stationnement (éléments en secteur vers Prosnes).
- 10 mai - 15 juin : transport par V.F. dans la région nord d'Amiens ; repos et instruction.
- 15 - 29 juin : mouvement vers Saint-Pol. Tenue prête à intervenir, en vue de la poursuite dans l'offensive en cours (2e bataille d'Artois).
- 29 juin - 2 septembre : transport par V.F. dans la région Épernay, Oiry ; stationnement (éléments en secteur vers Baconnes).
- 2 - 22 septembre : transport par V.F. dans la région de Saint-Dizier ; stationnement.
- 22 septembre - 8 octobre : tenue prête, vers Saint-Remy-sur-Bussy à intervenir dans la 2e bataille de Champagne (éléments engagés vers Tahure et Souain).
- 8 - 25 octobre : mouvement vers Possesse ; repos (éléments en secteur vers la Main de Massiges).
- 25 octobre 1915 - 10 février 1916 : mouvement vers Nancy et à partir du 4 novembre occupation (avec des éléments territoriaux) d'un secteur entre Arracourt et le Sânon.

#### 1916
- 10 février - 2 mars : retrait du front ; repos vers Vézelise, puis vers Vaucouleurs.
- 2 mars - 30 avril : mouvement vers le sud de Pont-Saint-Vincent ; stationnement.
- 30 avril - 23 juillet : occupation d'un secteur entre le Sânon et la lisière sud de la forêt de Parroy.
- 23 juillet - 14 août : retrait du front ; repos vers Charmes.
- 14 août : la division est dissoute.

### Affectation organique
- mobilisation : isolée
- septembre 1914 : corps Conneau
- septembre 1914 : isolée
- août 1915 : 3e corps de cavalerie
- août 1916 : dissoute